# Justizvollzugsanstalt Rosdorf
Die Justizvollzugsanstalt Rosdorf (Hauptanstalt) liegt am Stadtrand von Göttingen in der Gemeinde Rosdorf. Die niedersächsische Justizvollzugsanstalt hat nach Fertigstellung des Neubaus im Juni 2007 ihren Regelbetrieb aufgenommen. Die Anstalt dient als Ersatzbau für die ehemalige Justizvollzugsanstalt Göttingen. Sie ist als Anstalt der Sicherheitsstufe II klassifiziert und verfügt über eine Hochsicherheitsstation der Sicherheitsstufe I mit 10 Haftplätzen (zwei Wohngruppen mit je fünf Plätzen). Die JVA Rosdorf ist nahezu baugleich mit der Justizvollzugsanstalt Oldenburg und der Justizvollzugsanstalt Sehnde.

## Sachliche und örtliche Zuständigkeit
In der JVA Rosdorf werden Freiheitsstrafen von mindestens fünf Jahren an männlichen Erwachsenen im geschlossenen Vollzug vollstreckt. Daneben ist die JVA für die Vollstreckung von Untersuchungshaft zuständig. Die örtliche Zuständigkeit richtet sich nach dem niedersächsischen Einweisungs- und Vollstreckungsplan. Es werden Untersuchungshaftbefehle aus insgesamt 14 niedersächsischen Amtsgerichtsbezirken in der JVA Rosdorf vollstreckt. Es handelt sich dabei um den gesamten Landgerichtsbezirk Göttingen (Amtsgerichte Göttingen, Northeim, Einbeck, Duderstadt, Herzberg am Harz, Osterode am Harz und Hann. Münden) sowie Teile der Landgerichtsbezirke Hildesheim (Amtsgerichte Alfeld (Leine), Elze und Holzminden) und Braunschweig (Amtsgerichte Bad Gandersheim, Clausthal-Zellerfeld und Seesen) sowie das Amtsgericht Hameln. Strafhaft wird prinzipiell an Inhaftierten aus den Landgerichtsbezirken Göttingen, Bückeburg, Hildesheim, Braunschweig und Hannover vollzogen, wobei letztlich die Strafhöhe dafür entscheidend ist, in welche Anstalt ein verurteilter Straftäter eingewiesen wird. Ferner werden von der zentralen Einweisungsabteilung für Niedersachsen, der JVA Hannover, Gefangene zugewiesen (EWK-Süd – Einweisungskonferenz Süd).
Im Zuge der Änderung des niedersächsischen Einweisungs- und Vollstreckungsplans im Jahr 2010 wurde die Abteilung „offener Jugendvollzug Göttingen“ aus der JVA Rosdorf ausgegliedert und als zweite offene Abteilung der Jugendanstalt Hameln angegliedert. Gleiches gilt für die Jugendarrestanstalt (JAA) Göttingen. Neu als Abteilung wurde der JVA Rosdorf die ehemalige „Sozialtherapeutische Anstalt für Männer“ in Bad Gandersheim angegliedert, die zuvor eine Abteilung der JVA Sehnde gewesen ist.

## Abteilungen
Folgende externe Justizvollzugseinrichtungen sind der JVA Rosdorf als Abteilungen angegliedert:
- Abteilung Duderstadt (32 Haftplätze – offener Vollzug)
- Abteilung Einbeck (29 Haftplätze – offener Vollzug)
- Abteilung Bad Gandersheim (26 Behandlungsplätze in 3 Wohngruppen – sozialtherapeutische Abteilung für Männer)

## Belegungsfähigkeit
Die Hauptanstalt der JVA Rosdorf verfügt über 318 Haftplätze, davon
- 132 Plätze Untersuchungshaft (sechs Wohngruppen je 22 Plätze)
- 176 Plätze Strafhaft (acht Wohngruppen je 22 Plätze)
- 10 Plätze Sicherheitsstufe I (zwei Stationen je fünf Plätze)

Daneben existiert eine Krankenstation mit elf Plätzen.

## Arbeit
Derzeit gibt es etablierte Arbeitsbetriebe für Auftragsarbeiten (Papier- und Kartonarbeiten, sowie Textil- und Plastikarbeiten) in den offenen Vollzugsabteilungen Einbeck und Duderstadt.
In der Hauptanstalt sind folgende Lehrbetriebe eingerichtet beziehungsweise in Planung:
- Garten- und Landwirtschaftlicher Lehrbetrieb
- Tischlerei-Lehrbetrieb
- Schlosserei-Lehrbetrieb
- Bau-Lehrbetrieb
- Maler-Lehrbetrieb

## Niedersächsisches Zentrum für Sicherungsverwahrung
Anfang Juli 2011 wurde aufgrund der Vorgaben des Bundesverfassungsgerichts beschlossen, dass auf dem Gelände der JVA Rosdorf das neu zu schaffende „Niedersächsische Zentrum für Sicherungsverwahrung“ entstehen soll. Baubeginn war im Frühjahr 2012. Niedersachsens Justizministerin Antje Niewisch-Lennartz (Grüne) eröffnete das niedersächsische Zentrum für Sicherungsverwahrung am 24. Mai 2013. Seitdem werden in Niedersachsen und Bremen die zu Sicherungsverwahrung Verurteilten zentral in Rosdorf untergebracht. Bei Bedarf ist auch eine Unterbringung von Verurteilten aus den anderen norddeutschen Bundesländern (Hamburg, Schleswig-Holstein und Mecklenburg-Vorpommern) möglich und vorgesehen.

## Trivia
Eine Szene des Kriminalfilms Harter Brocken: Die Kronzeugin wurde 2016 in der JVA gedreht.